# Bergluch (Grünheide (Mark))
Das Bergluch ist ein Wohnplatz der Gemeinde Grünheide (Mark) im Landkreis Märkisch-Oderland in Brandenburg.

## Geografische Lage
Der Wohnplatz liegt am südwestlichen Ufer des Werlsee inmitten einer dichten Wohnbebauung. Die Abgrenzung ist nur noch durch die amtlich Widmung der Straße Am Bergluch erkennbar. Nordwestlich liegt der Gemeindeteil Fangschleuse, südwestlich der Wohnplatz Gottesbrück.

## Geschichte
Im Jahr 1750 wurde erstmals das Haus eines Büdners mit zwei Personen „in der Heide auf dem Berg Luche“ urkundlich erwähnt. Bis 1756 war die Anzahl auf acht Personen angewachsen. Im Jahr 1773 lebten bereits elf Büdner, ein Paar und zwei einzelne Hausleute in der Kolonie. Einer dieser Büdner hieß Friedrich Schulze, der 1785 ein Morgen und 52 Quadratruten im Rüdersdorfer Forstland pachtete. Die Anzahl der Bewohner stieg auf 39 Personen im Jahr 1791. Zu dieser Zeit waren es sechs Büdner, drei Hausleute oder Einlieger, die zehn Feuerstellen betrieben.
Bis 1801 war die Anzahl auf 57 Personen gestiegen: Auch hier wurden, wie beispielsweise in Sieverslake, Kolonisten angesetzt. Bergluch erschien danach als Kolonie im Rüdersdorfer Forst mit acht Büdnern, vier Einliegern und sieben Feuerstellen. In den kommenden Jahrzehnten schwankte die Einwohnerzahl stark: 1817 waren es 32 Personen, 1840 wiederum 69 Personen, die in nun zehn Wohnhäusern lebten. Die Flächen wurden ab 1835 parzelliert, um weitere Grundstücke für zusätzliche Bewohner zu schaffen. Zwischenzeitlich hatten weitere Büdner Land gepachtet, darunter auch der Büdner Fielitz, der mit Wirkung zum 6. Mai 1831 eine Fläche von 2 Morgen 22 1⁄2 Quadratruten Rüdersdorfer Forstland erwarb. Weiteres Land erwarb Gottlieb Grabert am 13. Juni 1844. Er kaufte 3 Morgen 52 Quadratruten im Rüdersdorfer Forstland. Einen Tausch vollzog hingegen der Besitzer des Erbpachtgutes, Hauptmann von der Lancken aus Templin, der Ackerflächen in einer Größenordnung von 122 Morgen 161 Quadratruten bzw. 61 Morgen 49 Quadratruten mit Flächen im Zehdenicker Forstland tauschte. Bis 1858 war ein Haus hinzugekommen. Die Kolonie mit 99 Personen (1858) gehörte zum Dritten Heidedistrikt, der von Rüdersdorf aus verwaltet wurde. Sie kam 1889 zur Gemeinde Werlsee, die 1934 in Grünheide (Mark) umbenannt wurde. Bis 1925 war die Anzahl der Einwohner in Bergluch auf 180 Personen gestiegen.